# برايان كاربنتر (لاعب كرة قدم أمريكية)
برايان كاربنتر (بالإنجليزية: Brian Carpenter)‏ هو لاعب كرة قدم أمريكية أمريكي، ولد في 27 نوفمبر 1960 في فلينت في الولايات المتحدة.

## وصلات خارجية
- برايان كاربنتر على موقع مرجع كرة القدم المحترفة.كوم (الإنجليزية)